# Eaux de baignade
Les eaux de baignade sont des plans d'eau et cours d'eau considérés depuis le point de vue de leur qualité et leur sécurité quant à la baignade.

## Origine de la pollution
Aux États-Unis où des alertes de santé publique ou des fermetures de sites de baignade concernent chaque année environ 1 500 plages publiques (donnée 2017), une étude récente (2017) a porté sur un littoral de l'Alabama concerné par des problèmes de contamination fécale des plages ; elle conclut qu'une grande partie de la charge bactérienne (élevée) provient d'excréments humains et non de ceux d'animaux d'élevage situés à proximité (comme des chercheurs l'avaient d'abord suspecté).

Les pics de pollution fécale suivent de grosses tempêtes durant lesquelles des égouts ont débordé, laissant penser qu'ils sont les premiers responsables de ces problèmes.

## Dans le monde
Quand elles existent, les législations ne considèrent généralement que quelques paramètres, et en particulier quelques microbes d'origine fécale.

## Législation européenne
Tout site classé pour la baignade doit faire l'objet d'au moins un prélèvement mensuel pour analyse de la qualité de l'eau lors de la saison balnéaire et d'au moins quatre prélèvements dans l'année, le bilan d'état des eaux étant fait sur la base de la moyenne des quatre dernières années de données. Seuls quelques paramètres sont mesurés par ces analyses.
Selon un rapport publié le 30 mai 2016 par l'AEE qui a passé en revue 21 000 sites de baignade, la situation s'améliore globalement avec en 2015 « 96 % des eaux de baignade de qualité suffisante en Europe, soit 0,9 % de plus qu'en 2014 » et un nombre de sites notés « qualité excellente » , passé à 84,4 % (contre 78,1 % en 2014).
Parmi les pays suivis, et selon les données remontées par les responsables de ces mesures, la France est cependant le pays « qui a enregistré le plus de détériorations de la qualité de l'eau ».
Ni les objectifs de bon état écologique de la directive-cadre sur l'eau, ni les objectifs que se sont fixés les pays européens ne sont ni ne seront atteints en 2015-2016 (la directive sur les eaux de baignade, qui a été modifiée en 2006 demandait que toutes les eaux de baignade soient de qualité suffisante dès 2015).
En 2015, les meilleurs résultats sont obtenus par le Luxembourg, l'Italie, Chypre, Malte, la Grèce, la Croatie, l'Allemagne et l'Autriche (plus de 90 % des eaux de baignade y sont de qualité excellente, selon les normes actuellement retenues, qui ne couvrent pas tous les paramètres de pollution de l'eau).[réf. souhaitée]

### En France
Selon les services des DDASS, 76 % des sites sont classés d'excellente qualité pour l'eau de baignade, et si 32 sites ont une eau qui s'est améliorée entre 2014 et 2015, 29 ont été déclassés en « qualité insuffisante » (dont 12 en Bretagne). En 2015, 2,8 % des eaux de baignade étaient « non conformes ».
Conformément à l'article D1332-23 du code de la santé publique, les contrôles doivent être faits par les « gestionnaires d'eau de baignade » (personne publique ou privée) et les analyses doivent être faites par des laboratoires agréés par le ministère de la Santé puis communiquées aux maires et préfets concernés. En cas de problème, les autorités responsables doivent identifier leurs causes, prendre des mesures préventives, informer le public et si nécessaire procéder à une fermeture temporaire de la baignade.
Ces classements sont influencés par le choix des critères qui privilégient les risques de contamination microbiologique, de gastro-entérites et d'infections ORL (seuls deux paramètres microbiologiques sont à mesurer : entérocoques et Escherichia coli) et par le choix des sites retenus pour les analyses. Selon la directive, les prélèvements doivent être effectués là où le plus de baigneurs ou le plus grand risque de pollution sont attendus.